# ربيع الأبرار (كتاب)
ربيع الأبرار هو كتاب للباحث الإسلامي المعتزلي الزمخشري عن الإسلام.

## تأثير الكتاب
استُخدم الكتاب كمرجع لكتب مثل ليالي بيشاور وعلماء مثل بدر الدين شبلي (المتوفى769 هـ).

## وصف الكتاب
ينقسم الكتاب بإلأى خمسة أجزاء مقسّمة إلى ثمان وتسعين بابًا. جمع الزمخشري ما يتصل بكل موضوع من أحاديث الرسول صلى الله عليه وسلم، ثم ما ورد عنه من أقوال الصحابة ويتبعه بأقوال التابعين والعبّاد والزهاد والنساك، والحكماء من العرب والفرس، والشعراء وأقوال أبناء بني إسرائيل وغيرهم، وما كان يسرد قصصاً مسلية، وأخباراً متصلة بتاريخ العرب وملوكهم وخلفائهم وأمرائهم وقوّادهم ومغنيهم وشعرائهم. ويمثل ما جاء في هذه الأبواب من موضوعات مهمة ذخيرة من الأخبار عن جميع مناحي حياة العرب الاجتماعية تقريبًا. يعتبر الكتاب صورة صادقة عن أساليب الحياة المعيشية عند العرب في عصري الجاهلية والإسلام.